# Reinhild Tetzlaff
Reinhild Tetzlaff (* 12. Dezember 1944 in Gleiwitz, Schlesien; † 19. Mai 2010 in Dresden) war eine deutsche Kuratorin.

## Leben
Reinhild Tetzlaff kam 1945 mit ihrer Familie aus Gleiwitz nach Mecklenburg.
Sie absolvierte nach Abschluss der Schule 1960 eine Ausbildung zur Betonfacharbeiterin mit Abitur. Sie studierte anschließend von 1965 bis 1968 unter anderem bei Heinz Quinger Germanistik und Kunstpädagogik am Pädagogischen Institut, später Pädagogische Hochschule „Karl Friedrich Wilhelm Wander“ Dresden.
Von 1970 bis 1980 wirkte sie als Museumsassistentin bei den Staatlichen Kunstsammlungen Dresden und begann parallel 1974 ein Studium der Kunstgeschichte, klassischen Archäologie und europäischen Architekturgeschichte an der Martin-Luther-Universität in Halle unter anderem bei Hans-Joachim Mrusek, das sie 1984 mit dem Dipl. Phil. beendete. Eine Weiterführung dieser Arbeit als Promotion wurde ihr aus kulturpolitischen Gründen versagt.
Von 1980 bis 1998 arbeitete sie an den Staatlichen Kunstsammlungen bzw. den Brandenburgischen Kunstsammlungen Cottbus als Abteilungsleiterin bildende Kunst, stellvertretende und amtierende Direktorin.
Ab 1999 war sie als Kunsthistorikerin, Kunstsachverständige, freie Kuratorin und Gastreferentin vor allem in Dresden sowie an der Universität Leipzig tätig. Im Jahr 2002/2003 wurde Tetzlaff Gründungskuratorin der Universitätssammlungen Kunst + Technik an der TU Dresden und wirkte dort ab 2004 als Kuratorin.
Tetzlaff wurde am 26. Mai 2010 auf dem Friedhof des Dresdner Stadtteils Gittersee beigesetzt.

## Wirken
Reinhild Tetzlaff ist insbesondere für die Dresdner Künstler der DDR-Zeit von Bedeutung, da sie während ihrer Tätigkeit in Cottbus diesen ein Podium bot, Ausstellungen realisierte und Kataloge edierte. Sie vermochte dabei nicht nur Qualität zu erkennen, sondern konnte ihre Meinung gegen die in der DDR vorherrschende Kunstauffassung auch behaupten. Fortschreitende Abstraktion und ungegenständliches Arbeiten charakterisieren die Kunstwerke, die die Basis des Museums bis zur politischen Wende prägten.
Nicht zuletzt auch aufgrund ihres Wirkens und der Bedeutung des Cottbuser Hauses angemessen, wurden die „Staatlichen Kunstsammlungen Cottbus“ 1991 unter dem Namen „Brandenburgische Kunstsammlungen Cottbus“ zu einem Landesmuseum. Ihren bisherigen Grundsätzen blieb Reinhild Tetzlaff jedoch weiterhin treu. Sie schaffte es, die bisherige Sammlungstätigkeit nicht zu vertuschen, sondern sie in den internationalen Kontext zu stellen. Als amtierende Direktorin kuratierte sie Ausstellungen mit Werken international anerkannter Künstler von A. R. Penck, Thomas Lenk, Heinz Mack, Emil Nolde und Emil Schumacher und hielt dennoch Künstlern wie Karl-Heinz Adler, Hans Christoph, Herbert Kunze, Manfred Luther und anderen Dresdnern die Treue.